# Schefflera longipedicellata
Schefflera longipedicellata är en araliaväxtart som först beskrevs av Paul Lecomte, och fick sitt nu gällande namn av Luciano Bernardi. Schefflera longipedicellata ingår i släktet Schefflera och familjen araliaväxter.
Artens utbredningsområde är Madagaskar. Inga underarter finns listade.